# Cocalini
Cocalini è una tribù di ragni appartenente alla sottofamiglia Spartaeinae della famiglia Salticidae dell'ordine Araneae della classe Arachnida.

## Distribuzione
I due generi oggi noti di questa tribù sono diffuse in Asia orientale e sudorientale; Indonesia e Australia.

## Tassonomia
A giugno 2011, gli aracnologi riconoscono 2 generi appartenenti a questa tribù:
- Cocalus C. L. Koch, 1846 — Indonesia, Nuova Guinea, Australia (4 specie)
- Phaeacius Simon, 1900 — dall'India alle Filippine e alla Cina (11 specie)